# Igreja de São Vicente (Évora)
A Igreja de São Vicente, ou Igreja dos Mártires de Évora, é um antigo edifício religioso situado na cidade de Évora, na freguesia de Évora (São Mamede, Sé, São Pedro e Santo Antão).
Património do Município de Évora, presentemente serve de sala de exposições temporárias, estando desafecta do culto religioso.
A Igreja de São Vicente, e todo o recheio, nomeadamente as pinturas a fresco e em tábua, o retábulo, o altar de talha e os azulejos, está classificada como Imóvel de Interesse Público desde 1978.

## História
Esta pequena igreja deveu-se ao culto dos três antigos santos padroeiros da cidade (os irmãos Vicente, Sabina e Cristeta), que a tradição diz terem morrido mártires por volta do ano 303.
A igreja foi construída no local de um antigo nicho que já existia na Idade Média. Foi depois remodelada nos séculos XVI e XVIII. No interior conserva-se o altar da antiga irmandade de Nossa Senhora da Vitória, fundada no século XIV, após a vitória do rei D. Afonso IV de Portugal na Batalha do Salado.